# المرأة في موريتانيا
تواجه المرأة في المجتمع الموريتاني تحديات مختلفة، والتي تؤثر على المرأة في المجتمع الموريتاني، تشمل تلك القضايا: الختان، وزواج الأطفال، وتعدد الزوجات.
هناك ممارسة ثقافية تعرف باسم لبلوح، يتم ملاحظتها في موريتانيا والصحراء الغربية وجنوب المغرب، تتضمن الإطعام القسري للفتيات من سن الخامسة وحتى سنوات المراهقة. في هذه المناطق، تعتبر السمنة أمرًا مرغوبًا فيه تقليديًا.
تعود هذه الممارسة إلى القرن الحادي عشر، وقد أفادت التقارير أنها عادت كثيرًا إلى موريتانيا بعد سيطرة المجلس العسكري على موريتانيا في عام 2008.

## التركيبة السكانية
يقدر عدد سكان موريتانيا اعتبارًا من يوليو 2016 ما يقارب 3,677,293 نسمة. يبلغ متوسط عمر المرأة الموريتانية 21.4 سنة. أما متوسط العمر المتوقع عند الولادة فهو 65.4 سنة. تشمل المجموعات العرقية هي: الموريون السود 40%، الموريون البيض 30%، الموريتانيون من جنوب الصحراء الكبرى 30%. يعتنق جميع السكان تقريبًا الإسلام، وتبلغ نسبة التحضر 53.7%.

## التعليم
تأثر التعليم في موريتانيا بشدة بالنظام التعليمي الفرنسي. ولا يزال تعليم الفتيات أقل قيمة من تعليم الأولاد، ومعدل معرفة القراءة والكتابة لدى النساء (15 سنة فأكثر) أقل من معدل الرجال: في عام 2015، بلغ معدل معرفة القراءة والكتابة بين الإناث 41.6%، مقارنة بمعدل الذكور البالغ 62.6%.

## حقوق المرأة

### زواج الأطفال

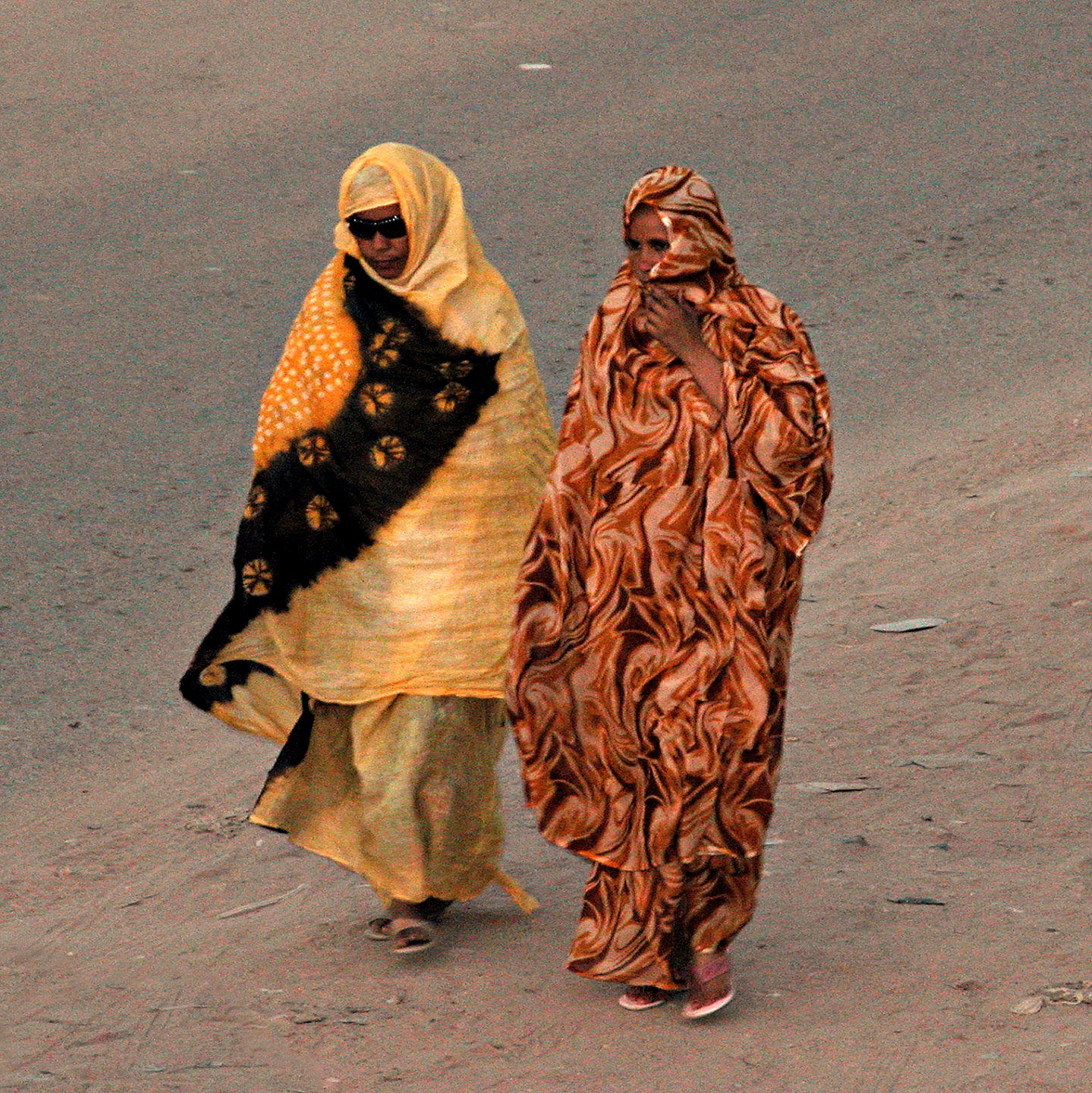
نساء في مدينة أطار، موريتانيا

في عام 2017، أكدت الدراسات على أن 37% من الفتيات في موريتانيا يتزوجن قبل بلوغ سن الثامنة عشر مُقابل 14% يتزوجن حتى قبل بلوغ سن الخامسة عشر.

### تعدد الزوجات
يُسمح للرجل في موريتانيا بالتعدد وذلك وفقًا للشريعة الإسلامية التي تسمحُ له بالزواج حتى من أربع نساء ولكنه -حسب الدستور- يجب عليه الحصول على موافقة زوجته/زوجاته الأولى. إن تعدد الزوجات هوَ أمر شائع في معظم دول أفريقيا بما في ذلك موريتانيا التي ينتشر فيها العرب والأمازيغ والأفارقة على حد سواء. أجرت مؤسسة دولية تحمل اسم إم آي سي إس 3 (بالفرنسية: MICS3)‏ عام 2007 مجموعة من الدراسات داخل دولة موريتانيا وأشارت التقارير إلى أن 10.7% من النساء اللاتي تتراوح أعمارهن بين 15-49 سنة يعشن في وضعية التعدد.

### الختان
ينتشر موضوع ختان الإناث هو الآخر في موريتانيا. ذكرت دراسة أممية أنّ 71% من جميع النساء اللاتي تتراوح أعمارهن بين 15 و49 عاما قد تعرضن لتشويه أعضائهن التناسلية في عام 2001. وقد قامت منظمة أخرى عام 2007 بنفس الدراسة فوجدت أنّ معدل انتشار تشويه الأعضاء التناسلية للإناث في موريتانيا بقيَ ثابتًا بالرغم من مرور سن سنوات على الدراسة الأولى. مُشكلة ختان الإناث في موريتانيا لا تقتصر على عقلية المجتمع الذكوري فقط بل إنّ حوالي 57% من نساء موريتانيا يعتقدن أن ختان الإناث هو مطلب ديني.

## العنف ضد المرأة
في سبتمبر 2023 نظمت وزارة العدل في موريتانيا ورشة توعوية حول مسودة مشروع قانون محاربة العنف ضد المرأة والفتاة "كرامة". وعرضت مسودة مشروع القانون على المجلس الأعلى للفتوى والمظالم، الذي درسها قبل أن يقترح إلغاء بعض موادها.
وأكد رئيس المجلس إسلم ولد سيد المصطفى، أن مسودة مشروع القانون تلبي "كافة المقاصد والمطالب التي تطمح لها كل الجهات للرفع من مستوى تكريم المرأة وإنصافها وتحسين موقعها القانوني والاجتماعي ولا تجود فيه بطبيعة الحال مخالفات شرعية".